# Аслан Дарабаєв
Аслан Дарабаєв (каз. Аслан Қайратұлы Дарабаев, нар. 21 січня 1989) — казахський футболіст, півзахисник клубу «Єлімай».
Виступав за низку футбольних клубів Казахстану та національну збірну Казахстану.
Дворазовий володар Кубка Казахстану. Триразовий володар Суперкубка Казахстану. Чемпіон Казахстану.

## Клубна кар'єра
У дорослому футболі дебютував 2008 року виступами за команду «Шахтар» (Караганда), в якій провів один сезон, взявши участь у 45 матчах чемпіонату. 
Своєю грою за цю команду привернув увагу представників тренерського штабу клубу «Актобе», до складу якого приєднався 2010 року. Відіграв за команду з Актобе наступні два сезони своєї ігрової кар'єри. Більшість часу, проведеного у складі «Актобе», був основним гравцем команди.
Згодом у 2013 році грав у складі команд «Атирау» та «Шахтар» (Караганда).
У 2014 році уклав контракт з клубом «Кайрат», у складі якого провів наступні два роки своєї кар'єри гравця. Граючи у складі «Кайрата» також здебільшого виходив на поле в основному складі команди.
Протягом 2017—2023 років захищав кольори клубів «Іртиш», «Тобол» (Костанай), «Іртиш», «Жетису», «Каспій» та «Астана».
До складу клубу «Єлімай» приєднався 2024 року. Станом на 3 вересня 2024 року відіграв за команду із Семея 5 матчів в національному чемпіонаті.

## Виступи за збірну
У 2014 році дебютував в офіційних матчах у складі національної збірної Казахстану.
| Дата       | Місто          | Господарі   | Результат | Гості             | Турнір                               | Голи | Примітки |
| ---------- | -------------- | ----------- | --------- | ----------------- | ------------------------------------ | ---- | -------- |
| 12-8-2014  | Алмати         | Казахстан   | 2 – 1     | Таджикистан       | товариський матч                     | -    | 45' 80'  |
| 18-2-2015  | Аксу           | Казахстан   | 1 – 1     | Молдова           | товариський матч                     | -    |          |
| 4-9-2017   | Варшава        | Польща      | 3 – 0     | Казахстан         | Відбір до ЧС 2018                    | -    |          |
| 5-10-2017  | Плоєшті        | Румунія     | 3 – 1     | Казахстан         | Відбір до ЧС 2018                    | -    | 73'      |
| 8-10-2017  | Астана         | Казахстан   | 1 – 1     | Вірменія          | Відбір до ЧС 2018                    | -    | 75'      |
| 11-11-2020 | Подгориця      | Чорногорія  | 0 – 0     | Казахстан         | товариський матч                     | -    | 61'      |
| 15-11-2020 | Шкодер (місто) | Албанія     | 3 – 1     | Казахстан         | Ліга націй УЄФА 2020-2021 - 1-й етап | -    | 86'      |
| 16-11-2021 | Астана         | Казахстан   | 1 – 0     | Таджикистан       | товариський матч                     | -    | 71'      |
| 3-6-2022   | Астана         | Казахстан   | 2 – 0     | Азербайджан       | Ліга націй УЄФА 2022-2023 - 1-й етап | -    |          |
| 6-6-2022   | Трнава         | Словаччина  | 0 – 1     | Казахстан         | Ліга націй УЄФА 2022-2023 - 1-й етап | 1    | 73'      |
| 10-6-2022  | Новий Сад      | Білорусь    | 1 – 1     | Казахстан         | Ліга націй УЄФА 2022-2023 - 1-й етап | -    | 77'      |
| 13-6-2022  | Астана         | Казахстан   | 2 – 1     | Словаччина        | Ліга націй УЄФА 2022-2023 - 1-й етап | -    | 88'      |
| 22-9-2022  | Астана         | Казахстан   | 2 – 1     | Білорусь          | Ліга націй УЄФА 2022-2023 - 1-й етап | -    | 49'      |
| 25-9-2022  | Баку           | Азербайджан | 3 – 0     | Казахстан         | Ліга націй УЄФА 2022-2023 - 1-й етап | -    | 77'      |
| 16-11-2022 | Ташкент        | Узбекистан  | 2 – 0     | Казахстан         | товариський матч                     | -    | 45'      |
| 23-3-2023  | Астана         | Казахстан   | 1 – 2     | Словенія          | Відбір до ЧЄ 2024                    | -    | 79'      |
| 26-3-2023  | Астана         | Казахстан   | 3 – 2     | Данія             | Відбір до ЧЄ 2024                    | -    | 83'      |
| 7-9-2023   | Астана         | Казахстан   | 0 – 1     | Фінляндія         | Відбір до ЧЄ 2024                    | -    | 67'      |
| 10-9-2023  | Астана         | Казахстан   | 1 – 0     | Північна Ірландія | Відбір до ЧЄ 2024                    | -    | 71'      |
| 14-10-2023 | Копенгаген     | Данія       | 3 – 1     | Казахстан         | Відбір до ЧЄ 2024                    | -    | 75'      |
| Усього     |                | Матчів      | 21        |                   | Голів                                | 1    |          |

## Титули і досягнення

### Командні
- Володар Кубка Казахстану (2):

«Кайрат»: 2014, 2015
- Володар Суперкубка Казахстану (3):

«Актобе»: 2010
«Кайрат»: 2016
«Локомотив» (Астана): 2023
- Чемпіон Казахстану (1):

«Локомотив» (Астана): 2022

### Особисті
- Кращий бомбардир Кубка Казахстану: 2014 (3 м'ячі)